# Schloss Scharnstein

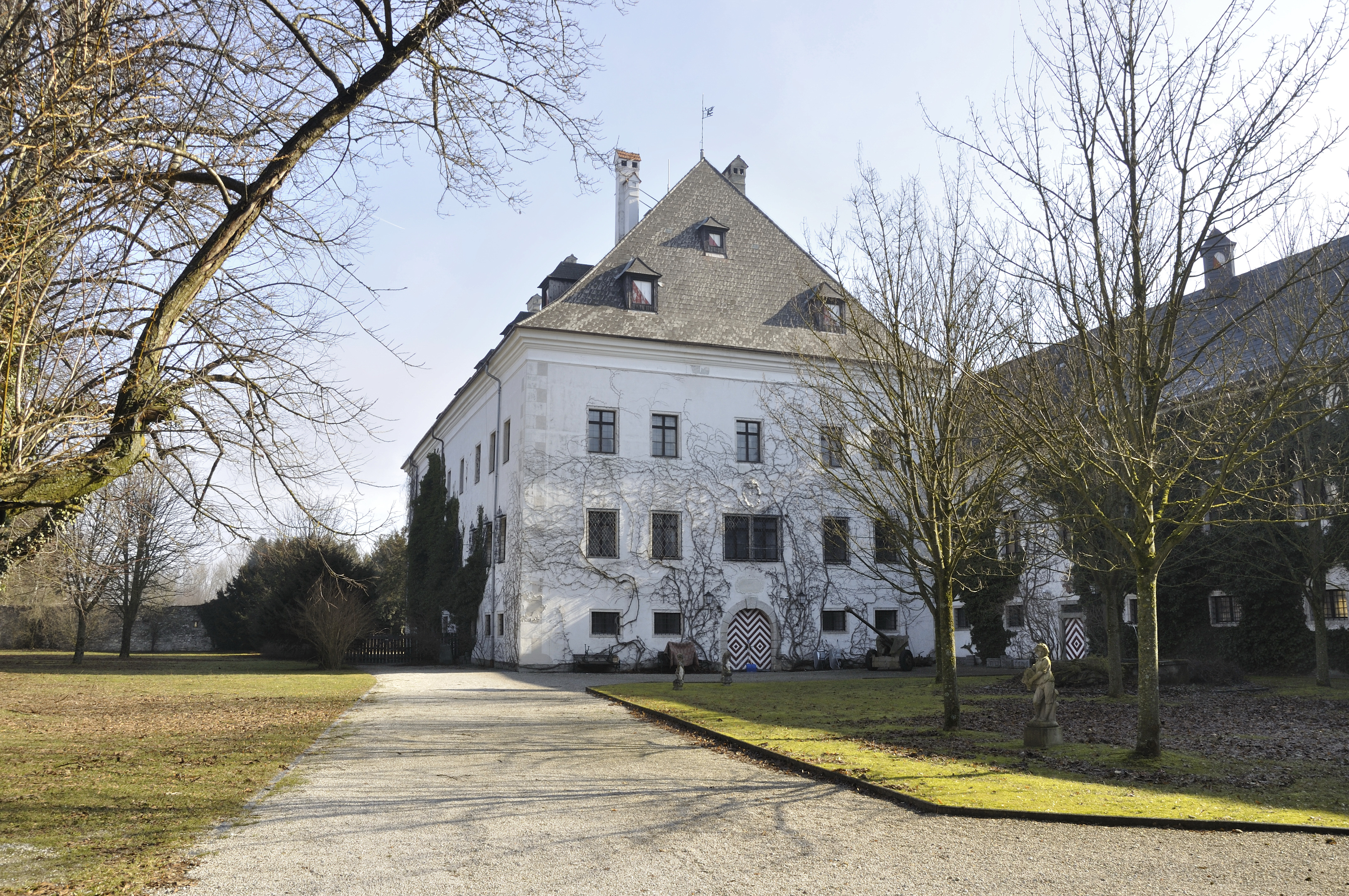
Schloss Scharnstein

Schloss Scharnstein ist ein Schloss in der Gemeinde Scharnstein in Oberösterreich.

## Geschichte
Im Jahr 1538 wurde mit dem Bau eines neuen Pfleghauses auf einer Anhöhe über dem linken Ufer der Alm begonnen, nachdem es in der Burg Scharnstein zu einem großen Brand gekommen war. Das Gebäude und der Platz wurden „Schafferleithen“ genannt, also die Böschung („Leiten“), wo der herrschaftliche „Schaffer“ (Pfleger) seinen Sitz hatte.
Im Jahr 1584 kaufte der kaiserliche Hofkammerpräsident Helmhard von Jörger die Herrschaft Scharnstein. Diese war sein freies Eigen, das heißt, er war nicht mehr Lehensinhaber, sondern Eigentümer. Er begann mit der Errichtung eines neuen Schlosses auf der Schafferleiten, das später „Neuscharnstein“ genannt wurde. Neben dem Herrenhaus entstanden Maierhöfe, Tavernen und ein Brauhaus.
Unter Helmhards Sohn Georg Wilhelm wurde ca. 1606 die Errichtung des reich ausgestatteten Renaissancebaues abgeschlossen. Georg Wilhelms Frau stammte aus dem Haus der Grafen Polheim von Parz und so wurde an den bemalten Holzdecken das Allianzwappen der Jörger und der Polheim von Parz angebracht.
Georg Wilhelms Erbe, sein jüngerer Bruder Karl von Jörger, kämpfte als Protestant und Kommandant der Marchlandtruppen gegen die kaiserliche Armee. Er wurde besiegt und starb nach seiner Festnahme in Kerkerhaft in Passau. Der Kaiser verkaufte die requirierte Herrschaft Scharnstein 1625 an das Stift Kremsmünster.
Nach der Auflösung der Grundherrschaften 1848 installierte man Forstkanzleien und Personalwohnungen in den ehemaligen Prunkräumen. 1897 war das Stift Kremsmünster gezwungen, unter anderem 34 eiserne Fenstergitter, drei bemalte Holzplafonds und zahlreiche Ölbilder an das Schloss Ort zu liefern. 1903 wurde die Schlosskapelle zu einer Wohnung unterteilt. Schließlich wurde das Schloss in ein Miethaus mit 30 Wohnungen mit mehr als 70 Bewohnern umgewidmet. Während des Zweiten Weltkrieges quartierte man zahlreiche Flüchtlingsfamilien in das Schloss ein.
Im 19./20. Jahrhundert verfiel das Gebäude aber zusehends, vor allem während der beiden Weltkriege.
Als im Jahre 1967 schließlich Harald Seyrl, ein österreichischer Historiker, das Schloss vom Stift Kremsmünster erwarb, befand es sich in einem desolaten Zustand und war teilweise sogar einsturzgefährdet. In die noch intakten Räume waren nach dem Krieg Zwischenwände eingezogen und Substandardwohnungen errichtet worden, was der historischen Bausubstanz beträchtlichen Schaden zugefügt hatte. Seyrl ließ mit Hilfe des Bundesdenkmalamtes und des Landes Oberösterreich den ursprünglichen Zustand der Räume wiederherstellen.
Seit der Renovierung der 1980er-Jahre ist das Schloss Heimat von Museen, ein Ort für verschiedene kulturelle Aktivitäten sowie Familiensitz der Seyrls.

Hier befand sich auch ab 2002 das Haus der Gifte, eine privat geführte Einrichtung, die neben Giftpflanzen auch einen Reptilienzoo mit über 40 Terrarien und Aquarien präsentierte (Reptilienzoo Schloss Scharnstein). Ausstellung und Zoo wurden 2012 geschlossen.

## Heutige Nutzung

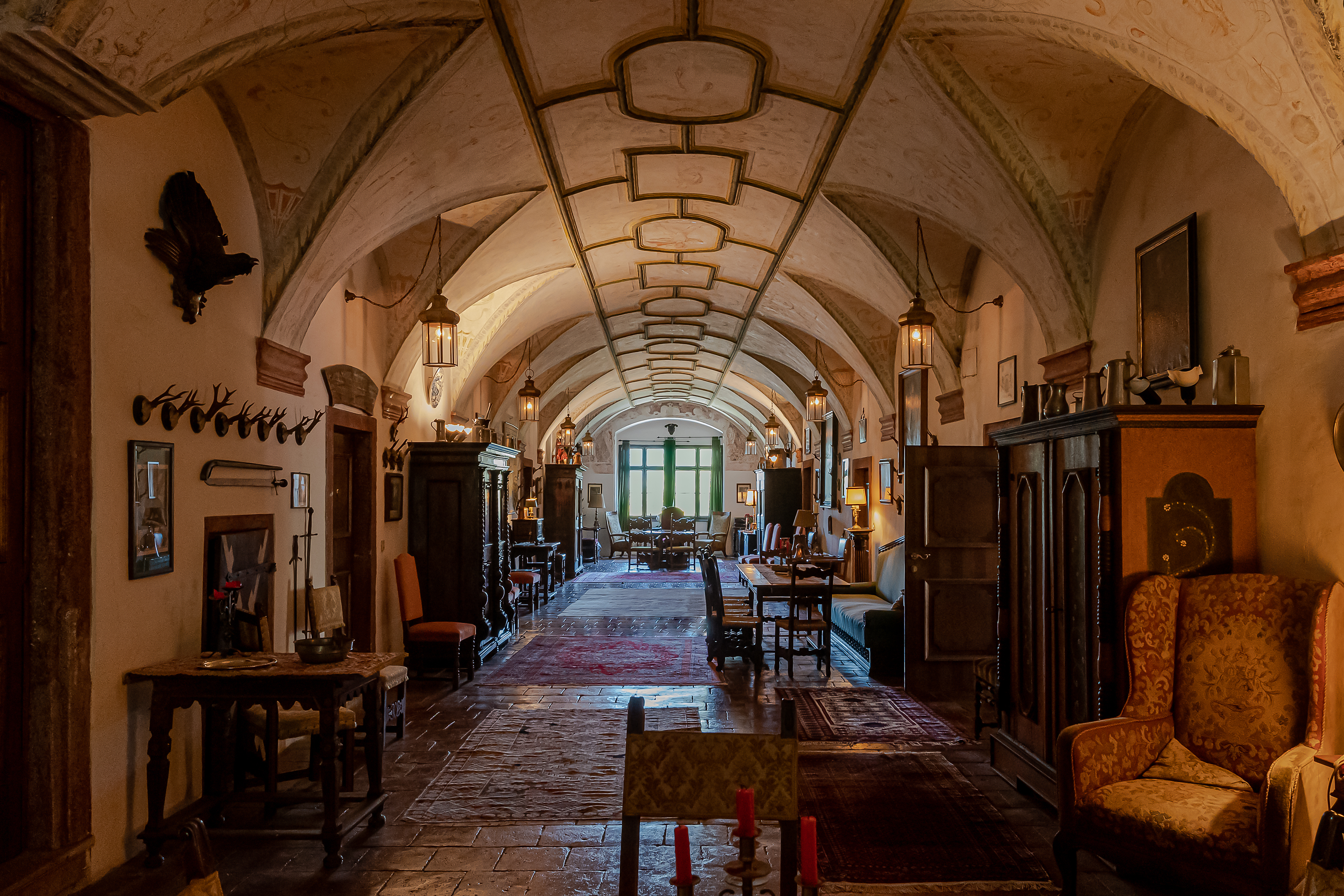
Der Große Saal im Obergeschoß

- Österreichisches Kriminalmuseum mit Österreichisches Gendarmeriemuseum[2]
- Museum für Österreichische Zeitgeschichte[3]
- Führungen durch die Privaträume der Burgherren (Sonntagvormittag)